# Acalypha macrostachya
Acalypha macrostachya é uma espécie de flor do gênero Acalypha, pertencente à família Euphorbiaceae.